# 日出 (地名)
日出，是台灣台東廳關山郡關山庄的大字、傳統地域名稱。現台東縣關山鎮電光里。

## 歷史
原屬新鄉之雷公火社。1920年，改稱雷公火，隸屬里壠區。1937年，地方制度改正，新設關山郡，下轄關山庄、池上庄、鹿野庄。雷公火一分為二，編入關山庄之區域改稱日出，編入鹿野庄之區域仍稱雷公火。
戰後，日出隸屬於台東縣關山鎮，改稱電光里。 